# Teognide
Teognide (in greco antico: Θέογνις?, Théognis; fl. VI secolo a.C.) è stato un poeta greco antico.

## Biografia
Teognide nacque probabilmente a Megara Nisea, nella Megaride, da famiglia aristocratica e, in seguito, ebbe ogni bene confiscato e dovette fuggire dalla patria in seguito alla vittoria politica della fazione democratica. Si rifugiò, quindi, a Megara Iblea, colonia siciliana di Nisea, tornando poi nella terra natale ancora dilaniata dalle lotte interne.
Presso gli antichi godé fama di essere il migliore tra i poeti elegiaci, a tal punto che ogni produzione gnomica e sentenziosa di tal genere, qualora fosse di autore incerto, veniva attribuita a Teognide.
Riguardo alla cronologia non vi sono molti dati. Le uniche notizie provengono dal Lessico Suda che lo ricorda nell'Olimpiade 59ª, da S.Girolamo e Cirillo per l'Olimpiade 58ª, da Cronichon Paschale per l'Olimpiade 57ª che testimoniano come l'acme di Teognide si collochi in quel periodo. Oltre a questi pochi sono i dati , è quindi palese il motivo per cui non è possibile una risposta metodicamente valida al problema della cronologia teognidea. Possiamo, in definitiva, solo supporre che la sua vita sia collocata fra la fine del VI secolo a.C e la prima metà del V a.C.

## Opera
Di lui resta una silloge in due libri di 1389 versi dedicata a Cirno, il giovane eromenos da lui amato, affinché seguisse gli insegnamenti della virtù aristocratica.
Innanzitutto si osserva che la prima parte, più o meno corrispondente ai primi 1200 versi, sembrerebbe, come testimoniato da un passo (Il tuo nome sia suggello che garantisce i miei versi, in modo che non possa un altro appropriarsene), autentica. Invece della seconda parte (gli ultimi 200 versi), nella quale non appare mai il nome del destinatario Cirno, non si hanno notizie certe.
Riguardo a tale opera quindi è sorta una disputa incentrata principalmente su due domande: quanto di ciò che ci è arrivato appartiene davvero a lui? E a chi e a quando possiamo ricondurre la silloge attuale?
Una possibile risposta proviene da una corrente che si è sviluppata in Inghilterra e in America la quale sostiene che il contenuto della silloge sia, quasi interamente, appartenente a Teognide, a favore di questo vi è il carattere unitario dell'opera, le ripetizioni viste come un insegnamento del poeta mentre, tali studiosi, spiegano la presenza di versi di altri poeti attraverso la pratica, riconosciuta fra gli antichi, dell'imitazione. Diversa al riguardo è la posizione dei Tedeschi quali hanno da sempre individuato nell'opera un carattere del tutto esterno. Interessante è la teoria di Nietzsche il quale aveva notato nella gran parte delle elegie dei richiami, allacciamenti verbali che esplicherebbero che la silloge è ordinata secondo questo criterio.
Fra gli altri autori spicca la teoria di Welcker, iniziatore della critica moderna teognidea, il quale, nella prefazione all'edizione della silloge, risalente agli inizi dell'800, sostiene che un altro autore, probabilmente un compilatore bizantino, abbia pubblicato, sotto il nome di Teognide, una silloge contenente scritti anche di altri autori.
Nel 900 gli studi continuano con Harrison, moderato conservatore e Friedlander il quale identificò, nella prima parte della silloge, un ordinamento in base al sigillo; poi, Hudson-Williams riconobbe nella silloge uno scheletro di un libro unico, appartenente a Teognide, dedicata a Cirno. Successivamente ci sarà la teoria di Jacoby il quale ritrova nella silloge diversi blocchi divisi da epiloghi e prologhi: il libro K (dedicato a Cirno, che egli sostiene sia quasi interamente teognideo), libro A (attribuito ad un ignoto poeta ateniese), libro M (redatto da un Megarese), libro E (erotico); si denota quindi, in lui, una posizione intermedia rispetto alla posizione radicale di Welcker e quella di Harrison.
Negli ultimi decenni emergono gli studi di Kroll, che rifiutò le deduzioni di Jacoby, e preferì soffermarsi sull'indagine interpretativa poiché utile a reperire dati e informazioni culturali e linguistiche;mentre Carriere interrogò principalmente la tradizione indiretta, concludendo con l'ammissione di una "tradizione bipartita", ossia la fusione in un'unica silloge, avvenuta nel IX secolo, di due raccolte teognideee, "Le Elegie" e . Successivamente vi sono gli studi di Peretti, il quale sostenne la non riconoscibilità di un unico nucleo di base attribuibile a Teognide dal momento che tutti i testi presenti nella silloge sarebbero stati rielaborati.
Possiamo in definitiva affermare che diverse sono state le ipotesi nel corso del tempo e molti sono i dubbi riguardo alle origini della silloge
Nel testo si nota che la quasi totalità dei frammenti che tratta in modo esplicito - e talora anche audace - della relazione pederastica fra Cirno e il poeta è concentrata nella seconda parte. Ciò porta a pensare che in origine essa sia nata come semplice repositorio delle parti "sconvenienti", creato in epoca bizantina da un redattore cristiano. In essa si sarebbero poi intruse alcune citazioni di tema analogo, ma di altri autori.
Friedrich Nietzsche ha studiato l'opera teognidea durante gli anni del suo soggiorno presso l'università di Lipsia; il suo primo articolo, pubblicato in un'influente rivista classica intitolata "Rheinisches Museum", riguardava la trasmissione storica dei versi raccolti. Il giovane Nietzsche è stato un caloroso esponente della teoria che spiega la disposizione dei versi tramandati sotto il nome di Teognide in coppie di poesie, ciascuna coppia collegata ad una parola comune che poteva essere posizionata in qualsiasi punto di essa. Tuttavia studiosi più tardi hanno osservato che il principio può essere fatto funzionare per quasi ogni antologia come una questione di coincidenza, a causa di associazione tematica.

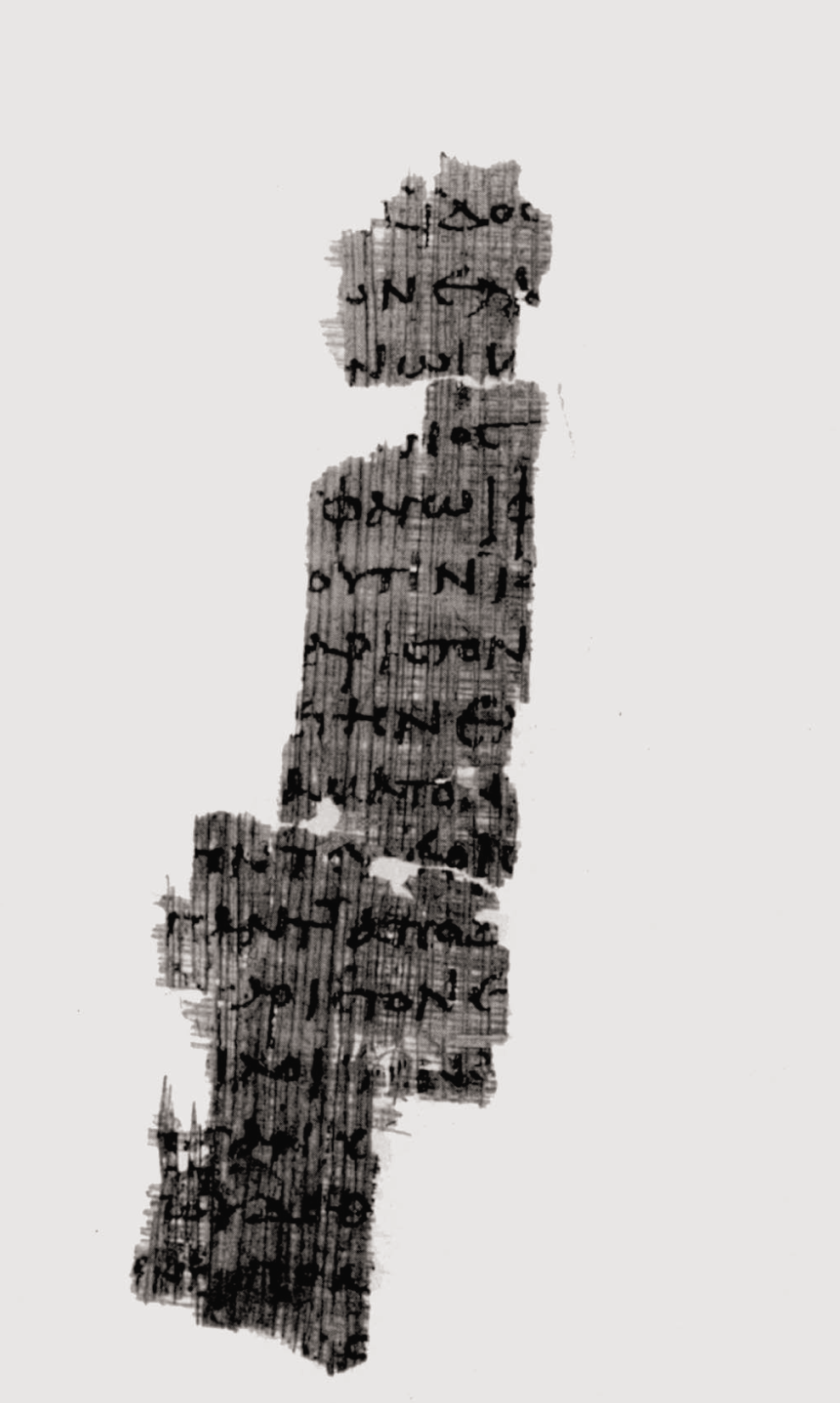
Papiro con alcuni frammenti delle opere di Teognide. Contiene i versi 917-933.

Nietzsche ha valutato Teognide come esser stato l'archetipo della nobiltà nel contesto dei poeti rappresentanti della lirica greca, un nobile finemente formato ma in seguito caduto in disgrazia, essendosi trovato al crocevia di un forte cambiamento sociale: pieno di odio mortale nei confronti delle masse... non più saldamente radicato alla nobiltà del sangue; il cosiddetto libro II lo considerava invece interpolazione di un editore successivo.

## Il mondo poetico e concettuale di Teognide
A causa dello sviluppo di nuovi ceti, come quello dei marinai o dei commercianti, l'aristocrazia iniziava a perdere il suo potere e la sua credenza. Molti aristocratici vennero esiliati a causa di questa nuova classe dirigente, tra questi vi fu proprio Teognide, il quale scrive nel suo esilio tutto l'odio provato verso il nuovo ceto magnatizio.
La società, secondo Teognide, era divisa in due gruppi: Ἐσθλοί "esthloi" (Ἀγαθοί "Agathoi" - i Buoni per eccellenza) e Δειλοί "deiloi" (Κακοί "kakoi" - Cattivi). I primi, che erano rappresentati dalla tradizionale classe aristocratica erano ritenuti "androi" (uomini virtuosi, magnanimi ecc.), mentre i secondi, rappresentanti del ceto mercantile emergente, erano ritenuti cattivi, vili, avidi ecc. Tra questi due gruppi non potevano esservi delle unioni, perché un Δειλός non potrà mai diventare un Ἐσθλός, ma gli Ἐσθλοί possono venir contagiati dai Δειλοί.
Gli aristocratici impoveriti, che avevano perso tutti i beni, spesso organizzavano dei matrimoni combinati con i membri del nuovo ceto mercantile-magnatizioː per questo Teognide spiega la tattica del polipo o camaleonte, per cui bisognava essere vicini con le parole ai "cattivi", ma senza mai entrarci in intimità.
Ancora Nietzsche, a proposito di questa visione aristocratica, in Genealogia della morale descrive il poeta come uno dei massimi portavoce della nobiltà di spirito ellenica: Teognide rappresenta quindi le virtù superiori quali tratti distintivi dell'aristocrazia e quindi permette di distinguere, nelle parole di Nietzsche, la verità proveniente dall'uomo aristocratico dalla menzogna che invece è insita nell'uomo comune. Nello stesso passaggio (parte I, sezione 5) il filosofo tedesco fa alcune delle sue dichiarazioni più controverse, chiedendosi ad esempio se "... la razza del conquistatore e del padrone non stia soccombendo fisiologicamente ad una razza più scura-aborigena rappresentata dai popoli precedenti all'arrivo degli indoeuropei.
Si tratta forse di una delle questioni maggiormente dibattute in ambito scientifico, quella cioè se Nietzsche volesse o meno intendere tali dichiarazioni in una maniera letterale-razziale o più semplicemente come una metafora spirituale/figurativa; allo stesso modo ci possono essere dubbi sul fatto se Teognide sostenesse o meno una forma di eugenetica o comunque una forte selezione sociale quando fa affermazioni come questa: "Montoni, cavalli e asini noi li vogliamo di buona razza, Kirno, e che montino le femmine adeguate. Ma ecco che oggi un nobile non si vergogna di sposare una plebea, se questa gli porta una buona dote, né tanto meno una donna rifiuta la mano ad un uomo miserabile, se egli è però ricco: vale così più il lusso acquisito che la nobiltà di nascita. Viene venerata solamente la ricchezza, cosicché è l'oro che fa la razza; quindi non ti devi stupire se la razza finisce con l'imbastardirsi. Nella città il buono e il cattivo si sono oramai del tutto mescolati".
Charles Darwin ha espresso una diffusa preferenza per l'interpretazione più eminentemente biologica di tali dichiarazioni quando ha commentato i versi succitati: "Il poeta greco Teognide... ha intravisto quanto sia importante la selezione, se accuratamente applicata, che essa opererebbe per il miglioramento dell'umanità. Vide allo stesso modo che la ricchezza spesso controlla la corretta azione della scelta sessuale.

### La personalità di Teognide
Data la disomogeneità dell'opera è difficile un'indagine del mondo poetico e morale dell'autore. Nell'opera alcuni hanno cercato di individuare una personalità unica, pur non avendo molto successo; c'è poi da dire che nel caso si identifichi una morale unitaria essa non è frutto di uno specifico pensiero ma il frutto di tendenze dell'uomo e della società ,così tracciare un profilo della personalità di Teognide significa riferirsi a quei caratteri attribuiti dalla tradizione quale la fierezza e i principi propri dell'uomo aristocratico.
Dati i dubbi e la complessità della silloge è difficile individuare un profilo linguistico unico. Il testo è scritto in dialetto ionico nonostante Teognide parlasse in dorico. Per quanto riguarda il lessico esso è permeato di riferimenti omerici, ristretto è il numero di termini antitetici organizzati con struttura oppositiva e paratattica.

## Frammenti

### La σφρηγίς
In tale frammento il poeta si rivolge a Cirno, un ragazzo a cui sono riferiti diversi versi della silloge, e afferma di voler porre un sigillo ai suoi versi per impedire che vengano ripresi da altri.
(Teognide, Elegie, 19-26)
Il componimento presenta sia all'inizio che alla fine un riferimento a Cirno tuttavia l'attenzione presto si sposta dal fanciullo all'emittente che, ben consapevole della sua capacità di poeta, afferma di voler porre un sigillo per evitare il plagio. Il testo si chiude così con un tono più leggero in quanto il poeta si rende conto di non poter piacere a tutti.
Tali versi sono stati molto discussi e studiati nel corso del tempo in merito allo σφρηγίς, il sigillo. Si è infatti cercato cosa tale termine potesse andare ad indicare materialmente, le ipotesi sono diverse:
- il nome del poeta ai vv 22-23
- l'apostrofe a Cirno , il cui nome compare anche in altri componimenti
- lo stile
- un sigillo materiale che Teognide avrebbe posto ai suoi scritti originali

Di queste la più probabile è il nome del poeta.